# Athanassios Prittas
Athanassios „Sakis“ Prittas (griechisch Αθανάσιος Πρίττας, * 9. Januar 1979 in Thessaloniki) ist ein ehemaliger griechischer Fußballspieler.

## Karriere
Prittas spielte in seiner Jugend bis zum Alter von 20 Jahren in Nea Michaniona in der Präfektur Thessaloniki für den Verein Poseidonas, bevor er zum nordgriechischen AO Xanthi wechselte. Dort spielte er von Anfang an regelmäßig in der Super League und er blieb dem Verein sechs Jahre lang treu.
2005 wechselte der Mittelfeldspieler in seine Geburtsstadt Thessaloniki und schloss sich Iraklis Thessaloniki an und ging schließlich zwei Jahre später zum Stadtkonkurrenten Aris Thessaloniki.
Erst 2010, mit 31 Jahren, wurde Athanassios Prittas erstmals für die Griechische Fußballnationalmannschaft nominiert. Anfang Juni 2010 wurde er für das Aufgebot der Griechen für die Fußball-Weltmeisterschaft 2010 in Südafrika berufen, ohne zuvor ein einziges Mal einen Einsatz im Nationaltrikot gehabt zu haben.